# Supercopa da Polônia

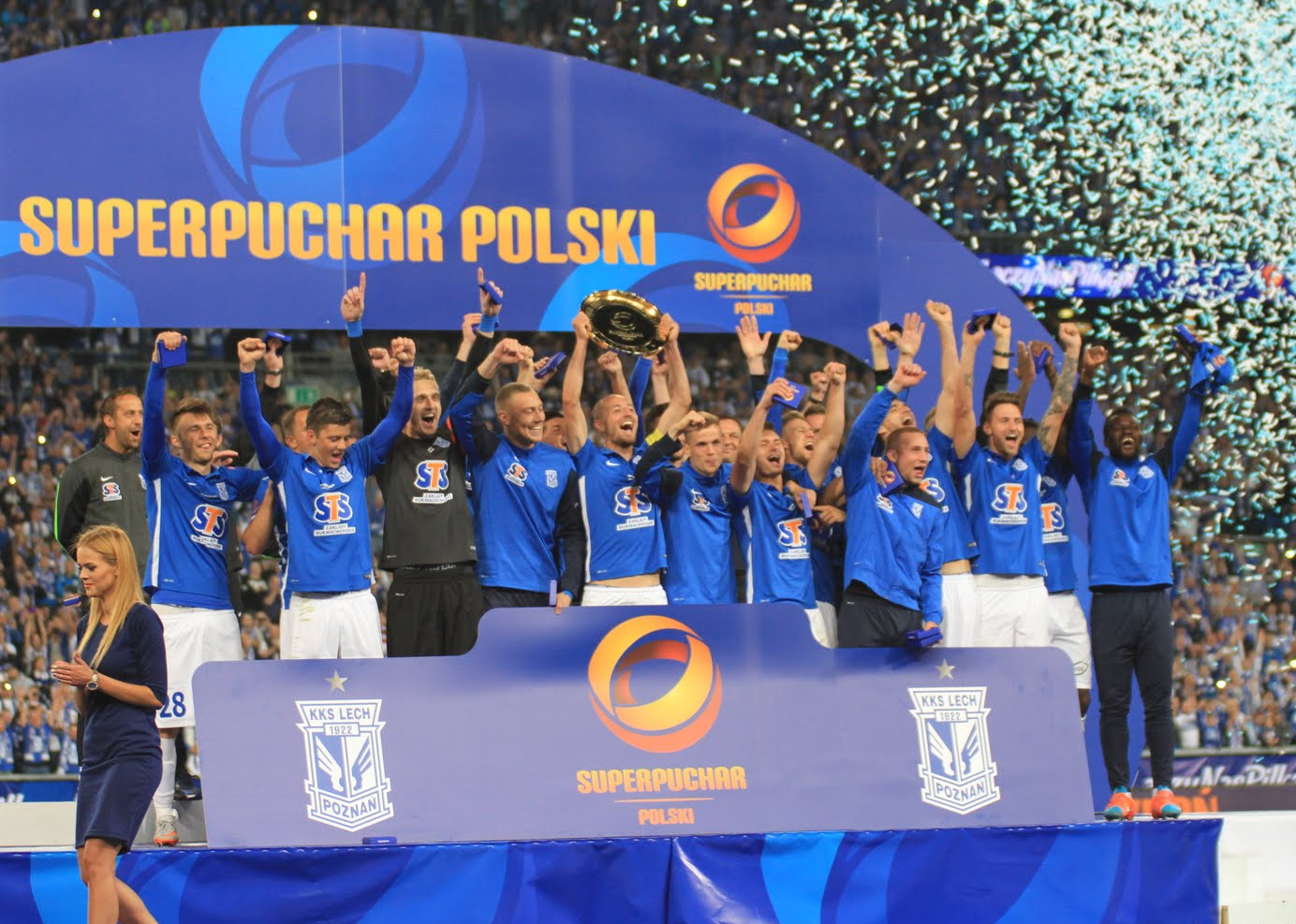
Lech Poznań levantando a taça em 2015.

A Superpuchar Polski (Supercopa da Polônia) é um torneio disputado entre o campeão da Ekstraklasa e da Copa da Polônia. Caso o campeão da liga vença também a copa, o finalista da copa disputa o título com esse time.

## Campeões
Atualizado em 4 de maio de 2025
| Data | L                                                                                                | C                                                                                  | Resultado                   | Cidade                  | Público |
| 1983 | Lech Poznań                                                                                      | Lechia Gdańsk                                                                      | 0:1                         | Gdańsk                  | -       |
| 1984 |                                                                                                  |                                                                                    | Campeonatos não são jogados | -                       | -       |
| 1985 |                                                                                                  |                                                                                    | Campeonatos não são jogados | -                       | -       |
| 1986 |                                                                                                  |                                                                                    | Campeonatos não são jogados | -                       | -       |
| 1987 | Górnik Zabrze                                                                                    | Śląsk Wrocław                                                                      | 0:2                         | Białystok               | -       |
| 1988 | Górnik Zabrze (Ryszard Cyroń 8', 67' p.)                                                         | Lech Poznań (Andrzej Juskowiak 72')                                                | 2:1                         | Piotrków Trybunalski    | 8 000   |
| 1989 | Górnik Zabrze                                                                                    | Legia Warszawa (Szuster 22' , Wdowczyk 37', Kosecki 62')                           | 0:3                         | Zamość                  | 11 000  |
| 1990 | Lech Poznań (Bogusław Pachelski 24', Michał Gębura 57', Kazimierz Moskal 68')                    | Legia Warszawa (Albert Świetlik 10')                                               | 3:1                         | Bydgoszcz               | 4 000   |
| 1991 | Zagłębie Lubin (Mirosław Prokop 23')                                                             | GKS Katowice (Krzysztof Walczak 56')                                               | 1:1 (p. 2:3)                | Włocławek               | 7 000   |
| 1992 | Lech Poznań (Kazimierz Moskal 55', Jerzy Podbrożny 57', Marek Rzepka 62', Mirosław Trzeciak 68') | Miedź Legnica (Grzegorz Kochanek 14', Wojciech Górski 18')                         | 4:2                         | Lubin                   | 1 000   |
| 1994 | Legia Warszawa                                                                                   | ŁKS Łódź                                                                           | 6:4                         | Płock                   | -       |
| 1995 | Legia Warszawa                                                                                   | GKS Katowice (Bartosz Karwan 28')                                                  | 0:1                         | Rzeszów                 | 7 000   |
| 1996 | Widzew Łódź                                                                                      | Ruch Chorzów                                                                       | 0:0 (p. 5:4)                | Wodzisław Śląski        | 5480    |
| 1997 | Widzew Łódź                                                                                      | Legia Warszawa                                                                     | 1:2                         | Warszawa                | -       |
| 1998 | ŁKS Łódź                                                                                         | Amica Wronki (Arkadiusz Biliński 18')                                              | 0:1                         | Grodzisk Wlkp.          | 1 500   |
| 1999 | Wisła Kraków                                                                                     | Amica Wronki (Paweł Pęczak 70')                                                    | 0:1                         | Ostrowiec Św.           | 7 000   |
| 2000 | Polonia Warszawa (Tomasz Wieszczycki 36', Maciej Bykowski 39', 57', Arkadiusz Kaliszan 83')      | Amica Wronki (Maxwell Kalu 85', Piotr Dubiela 90')                                 | 4:2                         | Płock                   | 1 500   |
| 2001 | Wisła Kraków (Grzegorz Pater 19', 75', Maciej Żurawski 36', Grzegorz Niciński 87')               | Polonia Warszawa (Mariusz Pawlak 37', Arkadiusz Bąk 57', Bartosz Tarachulski 70')  | 4:3                         | Starachowice            | 8 000   |
| 2002 | Legia Warszawa                                                                                   | Wisła Kraków                                                                       | Campeonatos não são jogados | -                       | -       |
| 2003 |                                                                                                  |                                                                                    | Campeonatos não são jogados | -                       | -       |
| 2004 | Wisła Kraków (Mirosław Szymkowiak 59', Tomasz Frankowski 76')                                    | Lech Poznań (Bartosz Bosacki 22', Michał Goliński 81')                             | 2:2 (p. 1:4)                | Poznań                  | 25 000  |
| 2005 |                                                                                                  |                                                                                    | Campeonatos não são jogados | -                       | -       |
| 2006 | Legia Warszawa (Tomasz Kiełbowicz 49')                                                           | Wisła Płock (Paweł Magdoń 3' (p), Paweł Sobczak 73')                               | 1:2                         | Warszawa                | 8 000   |
| 2007 | Zagłębie Lubin (Michał Goliński 25')                                                             | GKS Bełchatów                                                                      | 1:0                         | Lubin                   | 3 000   |
| 2008 | Wisła Kraków (Grzegorz Kmiecik 15')                                                              | Legia Warszawa (Takesure Chinyama 13', Piotr Rocki 88')                            | 1:2                         | Ostrowiec Świętokrzyski | 4 000   |
| 2009 | Wisła Kraków (Júnior Díaz 37')                                                                   | Lech Poznań (Robert Lewandowski 9')                                                | 1:1 (p. 3:4)                | Lubin                   | 8 500   |
| 2010 | Lech Poznań                                                                                      | Jagiellonia Białystok (Tomasz Frankowski 83')                                      | 0:1                         | Płock                   | 8 500   |
| 2011 | Wisła Kraków                                                                                     | Legia Warszawa                                                                     | Campeonatos não são jogados | -                       | -       |
| 2012 | Śląsk Wrocław (Rok Elsner 40')                                                                   | Legia Warszawa (Danijel Ljuboja 59')                                               | 1:1 (p. 4:2)                | Warszawa                | 3 000   |
| 2013 |                                                                                                  |                                                                                    | Campeonatos não são jogados | -                       | -       |
| 2014 | Legia Warszawa (Adam Ryczkowski 44', Marek Saganowski 71')                                       | Zawisza Bydgoszcz (Luís Carlos 30', Alvarinho 54', Vahan Gevorgyan 90')            | 2:3                         | Warszawa                | 12 000  |
| 2015 | Lech Poznań (Tomasz Kędziora 10', Marcin Kamiński 35', Karol Linetty 90')                        | Legia Warszawa (Michał Żyro 90')                                                   | 3:1                         | Poznań                  | 40 088  |
| 2016 | Legia Warszawa (Guilherme 36')                                                                   | Lech Poznań (Maciej Makuszewski 22', Lasse Nielsen 65', Dariusz Formella 90', 90') | 1:4                         | Warszawa                | 14 310  |
| 2017 | Legia Warszawa (Thibault Moulin 27')                                                             | Arka Gydnia (Michał Pazdan 20')                                                    | 1:1 (p. 3:4)                | Warszawa                | 26 756  |
| 2018 | Legia Warszawa (Andriy Bohdanov 2', Chris Philipps 30')                                          | Arka Gydnia (Luka Zarandia 20', Andriy Bohdanov 38', Michał Janota, 45')           | 2:3                         | Warszawa                | 17 419  |
| 2019 | Piast Gliwicki (Patryk Sokołowski 68')                                                           | Lechia Gdańsk (Lukáš Haraslín 2', 47', Jarosław Kubicki 21')                       | 1:3                         | Gliwice                 | 6 791   |
| 2020 | Legia Warszawa                                                                                   | Cracovia                                                                           | 0:0 (p. 4:5)                | Warszawa                | 6 475   |
| 2021 | Legia Warszawa (Mahir Emreli 90')                                                                | Raków Częstochowa (Fran Tudor 10')                                                 | 1:1 (p. 3:4)                | Warszawa                | 10 870  |
| 2022 | Lech Poznań                                                                                      | Raków Częstochowa (Bogdan Racovițan 43', Mateusz Wdowiak 51')                      | 0:2                         | Poznań                  | 15 898  |
| 2023 | Raków Częstochowa                                                                                | Legia Warszawa                                                                     | 0:0 (p. 5:6)                | Częstochowa             | 5 500   |
| 2024 | Jagiellonia Białystok (Miki Villar 14')                                                          | Wisła Kraków                                                                       | 1:0                         | Warszawa                | 10 935  |
| 2025 | Lech Poznań                                                                                      | Legia Warszawa (Paweł Wszołek 33', Ilya Shkurin 43')                               | 1:2                         | Poznań                  | 40 368  |

## Títulos

### Títulos por equipe
| Clube                 | Títulos | Vices | Anos campeão                       | Anos vices                                                       |
| --------------------- | ------- | ----- | ---------------------------------- | ---------------------------------------------------------------- |
| Lech Poznań           | 6       | 5     | 1990, 1992, 2004, 2009, 2015, 2016 | 1983, 1988, 2010, 2022, 2025                                     |
| Legia Warsaw          | 6       | 11    | 1989, 1994, 1997, 2008, 2023, 2025 | 1990, 1995, 2006, 2012, 2014, 2015, 2016, 2017, 2018, 2020, 2021 |
| Amica Wronki          | 2       | 1     | 1998, 1999                         | 2000                                                             |
| Raków Częstochowa     | 2       | 1     | 2021, 2022                         | 2023                                                             |
| Lechia Gdańsk         | 2       | –     | 1983, 2019                         | –                                                                |
| GKS Katowice          | 2       | –     | 1991, 1995                         | –                                                                |
| Śląsk Wrocław         | 2       | –     | 1987, 2012                         | –                                                                |
| Arka Gdynia           | 2       | –     | 2017, 2018                         | –                                                                |
| Jagiellonia Białystok | 2       | –     | 2010, 2024                         | –                                                                |
| Wisła Kraków          | 1       | 5     | 2001                               | 1999, 2004, 2008, 2009, 2024                                     |
| Górnik Zabrze         | 1       | 1     | 1988                               | 1987                                                             |
| Widzew Łódź           | 1       | 1     | 1996                               | 1997                                                             |
| Polonia Warsaw        | 1       | 1     | 2000                               | 2001                                                             |
| Zagłębie Lubin        | 1       | 1     | 2007                               | 1991                                                             |
| Cracovia              | 1       | –     | 2020                               | –                                                                |
| Wisła Płock           | 1       | –     | 2006                               | –                                                                |
| Zawisza Bydgoszcz     | 1       | –     | 2014                               | –                                                                |
| Ruch Chorzów          | –       | 2     | –                                  | 1989, 1996                                                       |
| ŁKS Łódź              | –       | 2     | –                                  | 1994, 1998                                                       |
| Miedź Legnica         | –       | 1     | –                                  | 1992                                                             |
| GKS Bełchatów         | –       | 1     | –                                  | 2007                                                             |
| Piast Gliwice         | –       | 1     | –                                  | 2019                                                             |

### Títulos por Qualificação
| Competição                                    | Títulos | Vice |
| --------------------------------------------- | ------- | ---- |
| vencedor da Copa da Polônia                   | 18      | 9    |
| vencedor do Campeonato Polonês de Futebol     | 11      | 19   |
| vice-campeão da Copa da Polônia               | 2       | 1    |
| vice-campeão do Campeonato Polonês de Futebol | –       | 1    |